# Teorema de la función implícita
En análisis matemático, el teorema de la función implícita establece condiciones suficientes, bajo las cuales una ecuación o conjunto de ecuaciones de varias variables permite definir a una de ellas o varias de ellas como función de las demás.
Una función  y(x) está dada de forma  implícita cuando está definida de la forma {\displaystyle F(x,y)=0}, en vez de estarlo en su forma explícita, {\displaystyle y=f(x)}, más habitual. 
Dada la ecuación {\displaystyle F(x,y)=0} (lo que se conoce como función implícita), bajo ciertas exigencias sobre la derivada de F podríamos, al menos localmente, despejar {\displaystyle y=f(x)}.
Por ejemplo, puede probarse que la siguiente ecuación define una función implícita en cierta región o un abierto de {\displaystyle \mathbb {R} ^{2}} entre las variables  x e y:

{\displaystyle y^{3}+y^{2}+5xy+x^{2}+x+y=0\,}

Es decir, el teorema establece que existe una función {\displaystyle y=f(x)}que sustituida en la ecuación anterior, la convierte en una identidad matemática.

## Ejemplos

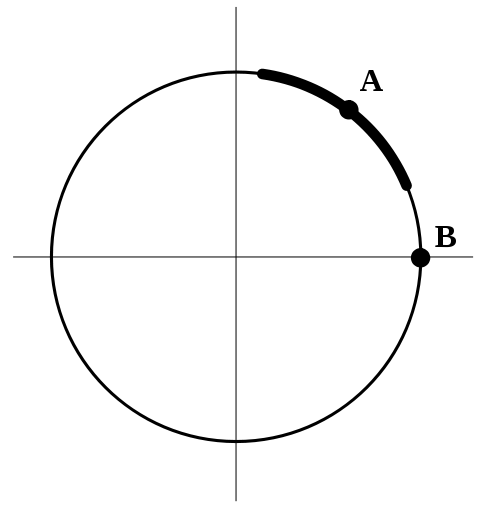
La circunferencia unitaria puede representarse por la ecuación implícita. Alrededor del punto A, podremos expresar y como una función. Pero no existirá una función similar en un entorno del punto B.

Antes de enunciar el teorema, considere la función
{\displaystyle f:A\subseteq \mathbb {R} ^{2}\rightarrow \mathbb {R} }
{\displaystyle (x,y)\mapsto x^{2}+y^{2}}
Si consideramos la ecuación {\displaystyle f(x,y)=0}, entonces la función admite como preimágenes todos los vectores {\displaystyle (x,y)} que resuelven esta ecuación: {\displaystyle x_{0}^{2}+y_{0}^{2}=0}. Por esto, no es posible despejar globalmente una variable en términos de la otra y por lo mismo no es posible determinar cómo cambia una variable en función de la otra, al menos no globalmente pero sí en un entorno de {\displaystyle (x_{0},y_{0})}. (El único vector factible {\displaystyle (x_{0},y_{0})} en la preimagen es {\displaystyle (0,0)}).
Otro ejemplo más complejo sería el siguiente:

{\displaystyle {\begin{cases}xz^{3}+y^{2}u^{3}=1\\2xy^{3}+u^{2}z=0\end{cases}}}

Puede verse que si para valores de {\displaystyle (z,u)} cercanos al punto {\displaystyle (0,1)} existen dos funciones {\displaystyle x=f_{1}(z,u)} e {\displaystyle y=f_{2}(z,u)} tales que se cumple automáticamente para puntos de un entorno abierto:

{\displaystyle \left\{{\begin{array}{lcr}f_{1}(z,u)z^{3}+f_{2}^{2}(z,u)u^{3}&=&1\\2f_{1}(z,u)f_{2}^{3}(z,u)+u^{2}z&=&0\end{array}}\right.}

## Enunciado general
El enunciado general es como sigue:
Teorema (de la Función Implícita)
Sean {\displaystyle f:A\subseteq \mathbb {R} ^{m+n}\rightarrow \mathbb {R} ^{n}} una función continuamente diferenciable y {\displaystyle (a,b)\in \mathbb {R} ^{m+n}} cualquier vector tal que {\displaystyle f(a,b)=0} . Considere {\displaystyle (x,y)\in \mathbb {R} ^{m+n}} y defina la matriz jacobiana {\displaystyle DF(a,b)=[D_{x}f(a,b),D_{y}f(a,b)]} y sobre esta considere que la submatriz que define {\displaystyle [D_{y}f(a,b)]} es invertible. Entonces existen los conjuntos abiertos {\displaystyle U\subseteq \mathbb {R} ^{m+n}} y {\displaystyle W\subseteq \mathbb {R} ^{m}} con {\displaystyle (a,b)\in U} y {\displaystyle a\in W} tales que para cada {\displaystyle x\in W}  existe un único {\displaystyle y} tal que {\displaystyle (x,y)\in U} y {\displaystyle f(x,y)=0} lo que define una función {\displaystyle g:W\rightarrow \mathbb {R} ^{n}} que es continuamente diferenciable y que además verifica

{\displaystyle f(x,g(x))=0,\quad \forall x\in W}

además 

{\displaystyle Dg(x)=-[\mathbf {D} _{y}f(x,g(x))]^{-1}\mathbf {D} _{x}f(x,g(x))\quad x\in W}

donde {\displaystyle g(a)=b}.
Demostración:
Definimos {\displaystyle H:\mathbb {R} ^{m+n}\rightarrow \mathbb {R} ^{n+m}} de modo que {\displaystyle H:(x,y)\rightarrow (x,f(x,y))}, de esta manera {\displaystyle H(a,b)=(a,0)}.
Intentaremos ver que {\displaystyle H} sea inversible. 
Claramente {\displaystyle H} es continuamente diferenciable, pues {\displaystyle f} lo es, así que veamos que {\displaystyle H'(a,b)} es invertible, es decír, que {\displaystyle \det {H'(a,b)}\neq 0}.

{\displaystyle H'(a,b)={\begin{pmatrix}1&0&\cdots &0&0&\cdots &0\\0&1&\cdots &0&0&\cdots &0\\\vdots &\vdots &\ddots &\vdots &\vdots &\ddots &\vdots \\0&0&\cdots &1&0&\cdots &0\\{\frac {\partial f_{1}}{\partial x_{1}}}&{\frac {\partial f_{1}}{\partial x_{2}}}&\cdots &{\frac {\partial f_{1}}{\partial x_{n}}}&{\frac {\partial f_{1}}{\partial y_{1}}}&\cdots &{\frac {\partial f_{1}}{\partial y_{n}}}\\\vdots &\vdots &\ddots &\vdots &\vdots &\ddots &\vdots \\{\frac {\partial f_{n}}{\partial x_{1}}}&{\frac {\partial f_{m}}{\partial x_{2}}}&\cdots &{\frac {\partial f_{n}}{\partial x_{m}}}&{\frac {\partial f_{n}}{\partial y_{1}}}&\cdots &{\frac {\partial f_{n}}{\partial y_{n}}}\\\end{pmatrix}}}

Que vista por bloques equivale a tener:

{\displaystyle H'(a,b)={\begin{pmatrix}I_{mxm}&0_{nxn}\\\mathbf {D} _{x}f(a,b)&\mathbf {D} _{y}f(a,b)\\\end{pmatrix}}}

Donde claramente {\displaystyle H} es invertible, pues por hipótesis {\displaystyle [D_{y}f(a,b)]} es invertible.
⇒ {\displaystyle \exists } {\displaystyle U,V} entornos abiertos en {\displaystyle \mathbb {R} ^{m+n}} tal que {\displaystyle (a,b)\subset U}, {\displaystyle (a,0)\subset V}, en donde {\displaystyle H} tiene inversa {\displaystyle H^{-1}:V\to U} continuamente diferenciable.
Sean {\displaystyle P_{1}} y {\displaystyle P_{2}} las proyecciones de {\displaystyle \mathbb {R} ^{m+n}} en {\displaystyle \mathbb {R} ^{m}} y  {\displaystyle \mathbb {R} ^{n}} respectivamente, de esta manera;
{\displaystyle P_{1}(x,y)=x} {\displaystyle P_{2}(x,y)=y} {\displaystyle x=(x_{1}\cdots x_{m})} ;  {\displaystyle y=(y_{1}\cdots y_{n})}
Llamemos {\textstyle L:\mathbb {R} ^{m}\to \mathbb {R} ^{n+m}} tal que {\displaystyle L(x)=(x,0)}
De topología aceptamos que si {\displaystyle (p,q)\in \Omega } abierto {\displaystyle \Rightarrow \exists \ \epsilon _{1},\epsilon _{2}} tal que {\displaystyle (p,q)\in B(p,\epsilon _{1})\times B(q,\epsilon _{2})\subset \Omega }.
Achicamos los entornos {\displaystyle U} y {\displaystyle V} a {\displaystyle {\tilde {U}}},{\displaystyle {\tilde {V}}} de modo que {\displaystyle {\tilde {V}}=B(a,\epsilon _{1})\times B(b,\epsilon _{2})}.
Definimos así {\displaystyle f}, de modo que {\displaystyle g=P_{2}\ o\ H^{-1}o\ L} en  {\displaystyle W=P_{1}({\tilde {V}})=B(a,\epsilon _{1})}
Luego {\displaystyle H^{-1}(x,0)=(x,y)=(P_{1}(H^{-1}(x,0)),P_{2}(H^{-1}(x,0)))=(x,g(x))}
Aplicando {\displaystyle H} en ambos miembros; {\displaystyle (x,0)=H(x,g(x))}; por definición de {\displaystyle H}; {\displaystyle H(x,g(x))=(x,f(x,g(x)))}, en {\displaystyle (a,b)}, {\displaystyle (a,0)=(a,f(a,g(a)))\Rightarrow f(a,g(a))=0}
Luego como {\displaystyle f} es continuamente diferenciable, por ser composición de funciones continuamente diferenciables, derivando y por regla de la cadena, podemos ver que;
{\displaystyle 0=[\mathbf {D} _{x}f(x,g(x))]+[\mathbf {D} _{y}f(x,g(x))].Dg(x)}
Y rápidamente comprobar que; 
{\displaystyle Dg(x)=-[\mathbf {D} _{y}f(x,g(x))]^{-1}[\mathbf {D} _{x}f(x,g(x))]\quad x\in W}
{\displaystyle \square }

## Diferenciación de funciones dadas de forma implícita
Para poder derivar una función implícita se usa la Regla de la cadena, en el caso de la variable independiente no hay problema ya que se deriva directamente, para la variable dependiente se considera como una función que a su vez está en función de la variable independiente:
Dada una función de manera implícita en la ecuación {\displaystyle F(x,y)=0}, si queremos calcular la derivada de y respecto de x, {\displaystyle {\frac {dy}{dx}}=f'(x)}, debemos considerar a {\displaystyle y=f\left(x\right)} como una función en términos de la variable independiente x. Si derivamos con respecto a x la ecuación {\displaystyle F(x,y)=0} queda, en virtud de la Regla de la Cadena:

{\displaystyle F_{x}'+F_{y}'\cdot f'(x)=0}

Es decir que la derivada buscada es {\displaystyle f'(x)=-(F_{y}')^{-1}F_{x}'}.

## Aplicación práctica
Obtener la derivada de:
{\displaystyle 6x^{2}y+5y^{3}+3x^{2}=12-x^{2}y^{2}\,}
El término {\displaystyle 6x^{2}y} Se puede considerar que son dos funciones, {\displaystyle 6x^{2}} y {\displaystyle y} por lo que se derivara como un producto:
{\displaystyle D_{x}\left(6x^{2}y\right)=\left(12x\right)\cdot y+\left(6x^{2}\right)\cdot \left({\frac {dy}{dx}}\right)}
El término {\displaystyle 5y^{3}} se deriva como:
{\displaystyle D_{x}\left(5y^{3}\right)=15y^{2}\cdot {\frac {dy}{dx}}}
El término {\displaystyle 3x^{2}} se deriva de forma normal como:
{\displaystyle D_{x}\left(3x^{2}\right)=6x\,}
El valor constante 12, que no depende ni de x ni de y, tiene por derivada 0, pues corresponde a un valor constante.
{\displaystyle D_{x}\left(12\right)=0\,}
Para el término {\displaystyle x^{2}y^{2}} se puede considerar como un producto y se deriva como:
{\displaystyle D_{x}\left(x^{2}y^{2}\right)=2xy^{2}+x^{2}\cdot \left(2y\cdot {\frac {dy}{dx}}\right)}
Al unir todos los términos se obtiene:
{\displaystyle 12xy+6x^{2}\cdot {\frac {dy}{dx}}+15y^{2}\cdot {\frac {dy}{dx}}+6x=-2xy^{2}-2x^{2}y\cdot {\frac {dy}{dx}}}
Ordenando
{\displaystyle 6x^{2}\cdot {\frac {dy}{dx}}+15y^{2}\cdot {\frac {dy}{dx}}+2x^{2}y\cdot {\frac {dy}{dx}}=-12xy-6x-2xy^{2}}
Factorizando respecto a ( {\displaystyle {\frac {dy}{dx}}} )  los valores son:
{\displaystyle \left(6x^{2}+15y^{2}+2x^{2}y\right)\cdot {\frac {dy}{dx}}=-\left(12xy+6x+2xy^{2}\right)}
Finalmente despejando {\displaystyle {\frac {dy}{dx}}} se obtiene la derivada de la función implícita:
{\displaystyle {\frac {dy}{dx}}=-{\frac {12xy+6x+2xy^{2}}{6x^{2}+15y^{2}+2x^{2}y}}}